# The Last Warning (album)
The Last Warning este albumul de debut al formației românești de thrash metal Altar din Cluj-Napoca. A fost lansat în anul 1993, pe suporturi disc de vinil și casetă audio de către casele de discuri Romagram și Eurostar.

## Piese
1. Lord's Prayer (Intro)
2. Words
3. The Prophecy
4. Forty Years Later
5. Victims of War
6. The Accusation
7. No Way to Escape
8. Alone
9. Prison of Death
10. Burnt Evil
11. "I Will Be Back"

Muzică: Teo Peter Jr., Levi (1); K. Nimrod (2-11)

Versuri: Andy Ghost

## Personal
- Andy Ghost – solist vocal
- K. Nimrod – chitară solo și ritmică
- Teo Peter Jr. – chitară bas
- Levi – tobe
- Vlady Cnejevici – claviaturi